# Sainyabuli (provins)
Sainyabuli, (lao:  ໄຊຍະບູລີ) är en provins i nordvästra Laos. Provinsen hade 381 376 invånare år 2015, på en area av 16 389 km². Provinshuvudstaden är Sainyabuli.

## Administrativ indelning
Provinsen är indelad i följande distrikt:
1. Boten (8-09)
2. Hongsa (8-03)
3. Kenthao (8-08)
4. Khop (8-02)
5. Ngeun (8-04)
6. Paklai (8-07)
7. Phiang (8-06)
8. Thongmixai (8-10)
9. Sainyabuli (8-01)
10. Xianghon (8-05)